# Elezioni comunali in Liguria del 1975
Le elezioni comunali in Liguria del 1975 si tennero il 15-16 giugno.

## Provincia di Genova

### Chiavari
| | Democrazia Cristiana                          | 10 612 | 47,27 | 20 |
| | Partito Comunista Italiano                    | 5 214  | 23,23 | 10 |
| | Partito Socialista Italiano                   | 2 679  | 11,93 | 5  |
| | Partito Liberale Italiano                     | 1 167  | 5,20  | 2  |
| | Movimento Sociale Italiano - Destra Nazionale | 968    | 4,31  | 1  |
| | Partito Socialista Democratico Italiano       | 959    | 4,27  | 1  |
| | Partito Repubblicano Italiano                 | 850    | 3,79  | 1  |
| Totale                                                                                              | Totale                                        | 22 449 | 100   | 40 |
| Votanti                                                                                             | Votanti                                       | 23 126 | 92,54 |    |
| Elettori                                                                                            | Elettori                                      | 24 990 | 100   |    |
| Fonte: Archivio storico delle elezioni - Ministero dell'Interno, su elezionistorico.interno.gov.it. |                                               |        |       |    |

### Rapallo
| | Democrazia Cristiana                          | 9 017  | 45,21 | 15 |
| | Partito Comunista Italiano                    | 4 592  | 23,02 | 7  |
| | Partito Socialista Democratico Italiano       | 1 624  | 8,14  | 2  |
| | Partito Socialista Italiano                   | 1 408  | 7,06  | 2  |
| | Movimento Sociale Italiano - Destra Nazionale | 1 270  | 6,37  | 2  |
| | Partito Liberale Italiano                     | 1 195  | 5,99  | 1  |
| | Partito Repubblicano Italiano                 | 839    | 4,21  | 1  |
| Totale                                                                                              | Totale                                        | 19 945 | 100   | 30 |
| Votanti                                                                                             | Votanti                                       | 20 599 | 92,11 |    |
| Elettori                                                                                            | Elettori                                      | 22 364 | 100   |    |
| Fonte: Archivio storico delle elezioni - Ministero dell'Interno, su elezionistorico.interno.gov.it. |                                               |        |       |    |

### Sestri Levante
| | Partito Comunista Italiano              | 6 385  | 41,25 | 13 |
| | Democrazia Cristiana                    | 5 350  | 34,56 | 11 |
| | Partito Socialista Italiano             | 2 507  | 16,20 | 5  |
| | Lista Civica                            | 603    | 3,90  | 1  |
| | Partito Socialista Democratico Italiano | 345    | 2,23  | 0  |
| | Partito Repubblicano Italiano           | 290    | 1,87  | 0  |
| Totale                                                                                              | Totale                                  | 15 480 | 100   | 30 |
| Votanti                                                                                             | Votanti                                 | 16 010 | 94,66 |    |
| Elettori                                                                                            | Elettori                                | 16 914 | 100   |    |
| Fonte: Archivio storico delle elezioni - Ministero dell'Interno, su elezionistorico.interno.gov.it. |                                         |        |       |    |

## Provincia di Imperia

### Imperia
| Partito                                                                                             | Partito                                       | Voti   | %     | Seggi | Differenza (%) | / |
| --------------------------------------------------------------------------------------------------- | --------------------------------------------- | ------ | ----- | ----- | -------------- | - |
| | Democrazia Cristiana                          | 10 470 | 36,36 | 15    | 3,86           | 2 |
| | Partito Comunista Italiano                    | 9 762  | 33,91 | 14    | 8,26           | 3 |
| | Partito Socialista Italiano                   | 3 510  | 12,19 | 5     | 2,04           | 1 |
| | Partito Socialista Democratico Italiano       | 1 667  | 5,79  | 2     | 5,36           | 2 |
| | Partito Repubblicano Italiano                 | 1 347  | 4,68  | 2     | 1,46           | 1 |
| | Movimento Sociale Italiano - Destra Nazionale | 1 057  | 3,67  | 1     | -              | 1 |
| | Partito Liberale Italiano                     | 979    | 3,40  | 1     | 2,66           | 1 |
| Totale                                                                                              | Totale                                        | 28 792 | 100   | 40    |                |   |
| Votanti                                                                                             | Votanti                                       | 29 726 | 93,45 |       |                |   |
| Elettori                                                                                            | Elettori                                      | 31 808 | 100   |       |                |   |
| Fonte: Archivio storico delle elezioni - Ministero dell'Interno, su elezionistorico.interno.gov.it. |                                               |        |       |       |                |   |

### San Remo
|                                                                  | Democrazia Cristiana                          | 14 037 | 31,63 | 14 |
|                                                                  | Partito Comunista Italiano                    | 9 972  | 22,47 | 9  |
|                                                                  | Nuova San Remo                                | 7 252  | 16,34 | 7  |
|                                                                  | Partito Socialista Italiano                   | 3 456  | 7,79  | 3  |
|                                                                  | Partito Socialista Democratico Italiano       | 2 973  | 6,70  | 2  |
|                                                                  | Partito Liberale Italiano                     | 2 504  | 5,64  | 2  |
|                                                                  | Movimento Sociale Italiano - Destra Nazionale | 2 290  | 5,16  | 2  |
|                                                                  | Partito Repubblicano Italiano                 | 1 888  | 4,25  | 1  |
| Totale                                                           | Totale                                        | 44 372 | 100   | 40 |
| Votanti                                                          | Votanti                                       | 45 980 | 91,85 |    |
| Elettori                                                         | Elettori                                      | 50 058 | 100   |    |
| Fonte: Archivio storico delle elezioni - Ministero dell'Interno. |                                               |        |       |    |

### Ventimiglia
|                                                                  | Democrazia Cristiana                          | 5 093  | 29,96 | 10 |
|                                                                  | Partito Comunista Italiano                    | 4 741  | 27,89 | 9  |
|                                                                  | Partito Socialista Italiano                   | 2 645  | 15,56 | 5  |
|                                                                  | Partito Socialista Democratico Italiano       | 1 847  | 10,87 | 3  |
|                                                                  | Unione Frazioni Intermedie                    | 944    | 5,55  | 1  |
|                                                                  | Movimento Sociale Italiano - Destra Nazionale | 786    | 4,62  | 1  |
|                                                                  | Partito Repubblicano Italiano                 | 485    | 2,85  | 1  |
|                                                                  | Partito Liberale Italiano                     | 458    | 2,69  | 0  |
| Totale                                                           | Totale                                        | 16 999 | 100   | 30 |
| Votanti                                                          | Votanti                                       | 17 803 | 91,42 |    |
| Elettori                                                         | Elettori                                      | 19 474 | 100   |    |
| Fonte: Archivio storico delle elezioni - Ministero dell'Interno. |                                               |        |       |    |

## Provincia della Spezia

### La Spezia
| Partito                                                                                             | Partito                                       | Voti   | %     | Seggi | Differenza (%) | Differenza seggi |
| --------------------------------------------------------------------------------------------------- | --------------------------------------------- | ------ | ----- | ----- | -------------- | ---------------- |
| | Partito Comunista Italiano                    | 38 002 | 42,98 | 22    | 2,07           | 1                |
| | Democrazia Cristiana                          | 25 108 | 28,40 | 15    | 0,84           | Stabile          |
| | Partito Socialista Italiano                   | 9 970  | 11,28 | 6     | 1,89           | 2                |
| | Partito Repubblicano Italiano                 | 5 342  | 6,04  | 3     | 0,10           | Stabile          |
| | Movimento Sociale Italiano - Destra Nazionale | 4 292  | 4,85  | 2     | 1,35           | 1                |
| | Partito Socialista Democratico Italiano       | 3 297  | 3,73  | 1     | 0,75           | 1                |
| | Partito Liberale Italiano                     | 2 408  | 2,72  | 1     | 1,12           | 1                |
| Totale                                                                                              | Totale                                        | 88 419 | 100   | 50    |                |                  |
| Votanti                                                                                             | Votanti                                       | 90 494 | 93,48 |       |                |                  |
| Elettori                                                                                            | Elettori                                      | 96 806 | 100   |       |                |                  |
| Fonte: Archivio storico delle elezioni - Ministero dell'Interno, su elezionistorico.interno.gov.it. |                                               |        |       |       |                |                  |

### Sarzana
| | Partito Comunista Italiano                   | 6 575  | 48,67 | 16 |
| | Democrazia Cristiana                         | 3 165  | 23,43 | 8  |
| | Partito Socialista Italiano                  | 1 746  | 12,93 | 4  |
| | Partito Socialista Democratico Italiano      | 730    | 5,40  | 1  |
| | Partito di Unità Proletaria per il Comunismo | 664    | 4,92  | 1  |
| | Partito Liberale Italiano                    | 372    | 2,75  | 0  |
| | Partito Repubblicano Italiano                | 256    | 1,90  | 0  |
| Totale                                                                                              | Totale                                       | 13 508 | 100   | 30 |
| Votanti                                                                                             | Votanti                                      | 13 993 | 95,07 |    |
| Elettori                                                                                            | Elettori                                     | 14 718 | 100   |    |
| Fonte: Archivio storico delle elezioni - Ministero dell'Interno, su elezionistorico.interno.gov.it. |                                              |        |       |    |

## Provincia di Savona

### Savona
| | Partito Comunista Italiano                    | 24 813 | 43,90 | 19 | 6,69 | 3       |
| | Democrazia Cristiana                          | 13 485 | 23,86 | 10 | 2,24 | 1       |
| | Partito Socialista Italiano                   | 9 693  | 17,15 | 7  | 4,07 | 2       |
| | Partito Repubblicano Italiano                 | 2 323  | 4,11  | 1  | 0,12 | Stabile |
| | Partito Socialista Democratico Italiano       | 2 242  | 3,97  | 1  | 3,11 | 2       |
| | Partito Liberale Italiano                     | 2 120  | 3,75  | 1  | 2,40 | 1       |
| | Movimento Sociale Italiano - Destra Nazionale | 1 849  | 3,27  | 1  | 0,43 | Stabile |
| Totale                                                                                              | Totale                                        | 56 525 | 100   | 40 | —    | —       |
| Votanti                                                                                             | Votanti                                       | 58 438 | 94,41 |    |      |         |
| Elettori                                                                                            | Elettori                                      | 61 896 | 100   |    |      |         |
| Fonte: Archivio storico delle elezioni – Ministero dell'Interno, su elezionistorico.interno.gov.it. |                                               |        |       |    |      |         |

### Albenga
| Partito                                                                                             | Partito                                       | Voti   | %     | Seggi | Differenza % | Differenza seggi |
| --------------------------------------------------------------------------------------------------- | --------------------------------------------- | ------ | ----- | ----- | ------------ | ---------------- |
| | Partito Comunista Italiano                    | 5 177  | 36,03 | 12    | 2,48         | 1                |
| | Democrazia Cristiana                          | 4 382  | 30,50 | 10    | 7,82         | 3                |
| | Partito Socialista Italiano                   | 1 946  | 13,54 | 4     | 3,49         | 1                |
| | Partito Socialista Democratico Italiano       | 1 045  | 7,27  | 2     | 4,18         | 1                |
| | Partito Repubblicano Italiano                 | 794    | 5,53  | 1     | 3,70         | 1                |
| | Partito Liberale Italiano                     | 608    | 4,23  | 1     | 3,57         | 1                |
| | Movimento Sociale Italiano - Destra Nazionale | 417    | 2,90  | 0     | 0,66         | Stabile          |
| Totale                                                                                              | Totale                                        | 14 369 | 100   | 30    | —            | —                |
| Votanti                                                                                             | Votanti                                       | 14 932 | —     |       |              |                  |
| Elettori                                                                                            | Elettori                                      | 15 713 | —     |       |              |                  |
| Fonte: Archivio storico delle elezioni – Ministero dell'Interno, su elezionistorico.interno.gov.it. |                                               |        |       |       |              |                  |